# Alcantara (paquebot de 1913)
Pour les articles homonymes, voir Alcantara.
L'Alcantara (première du nom) était un paquebot, construit en octobre 1913, qui entra en service quelques mois avant le déclenchement de la Première Guerre mondiale. En 1915, il fut transformé en navire marchand armé et fut coulé en mer du Nord par le croiseur allemand Greif (en), le 29 février 1916.

## Lancement
L’Alcantara fut construit par Harland & Wolff pour la Royal Mail Lines, compagnie maritime britannique. Il avait un jumeau, l'Andes. Baptisé le 13 octobre 1913, il fit son voyage inaugural le 30 juin 1914. Il desservait dans l'océan Atlantique la ligne entre l'Angleterre et la côte Est de l'Amérique du Sud entre Southampton et Buenos Aires. Mais la Première Guerre mondiale éclata au mois d'août.

## Première Guerre mondiale
Comme de nombreux paquebots, il fut reconverti en croiseur marchand. En 1915, le navire fut doté de huit canons antiaériens de 6 pouces, et de charges de profondeur, et renommé HMS Alcantara. Le 29 février 1916, il rencontra en mer du Nord le Greif (en), croiseur allemand déguisé en navire norvégien (le Rena), venant de Tønsberg, en Norvège. Après un combat aux canons qui endommagea les deux navires, une torpille tirée par le Greif explosa dans la soute à munitions, coulant l’Alcantara et faisant 72 victimes. Le Greif coula à son tour après 40 minutes de combat, occasionnant 280 victimes. Les survivants des deux navires furent recueillis par le croiseur britannique HMS Comus et le destroyer HMS Munster.
Après la guerre, la Royal Mail Lines commanda la construction d'un nouveau navire du même nom (l'Alcantara de 1926) qui fut lancé en 1927 sur la même ligne ; il s'illustra lui aussi, pendant la Seconde Guerre mondiale, comme croiseur marchand.